# جغرافیای سودان

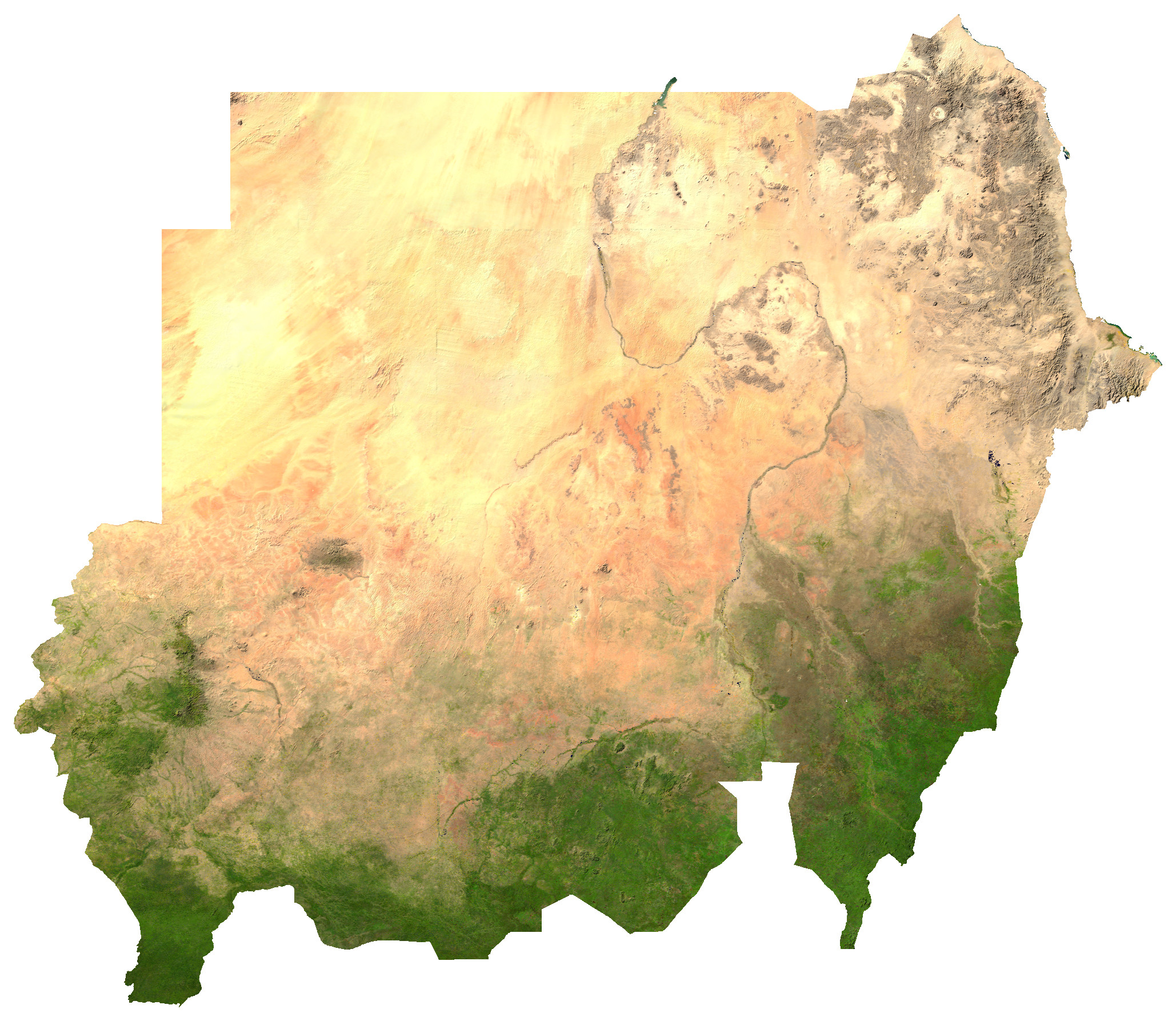
تصویر ماهواره ای از سودان

موقعیت سودان

جغرافیای سودان سودان در شمال شرقی آفریقا واقع شده‌است. این کشور از شمال با مصر، از شمال شرقی با دریای سرخ، از شرق با اریتره و اتیوپی، از جنوب با سودان جنوبی، از جنوب غربی با جمهوری آفریقای مرکزی، از غرب با کشور چاد و از شمال غربی با لیبی همسایه است. سودان پس از الجزایر و جمهوری دموکراتیک کنگو سومین کشور بزرگ آفریقا است. این کشور تا استقلال سودان جنوبی در سال ۲۰۱۱ بزرگترین کشور قاره بود.

## خاکها

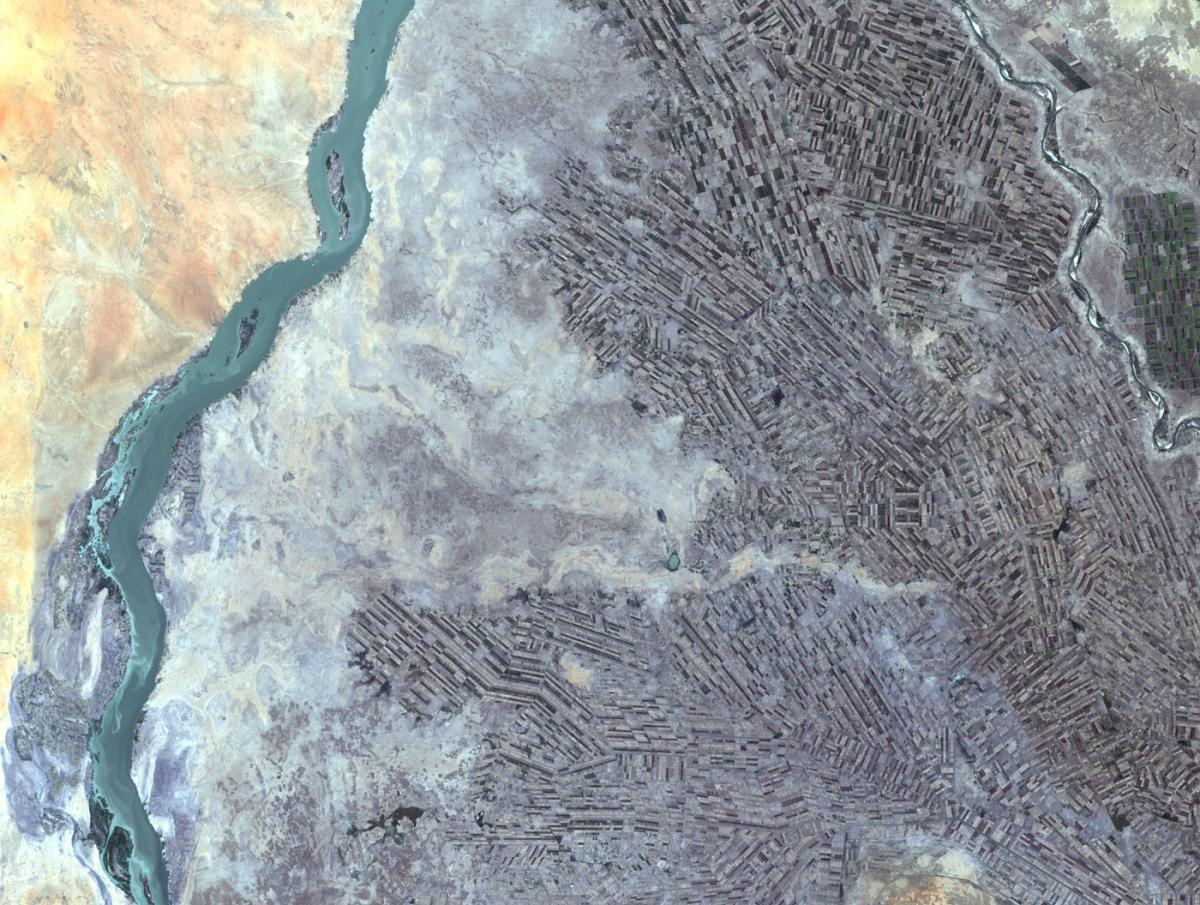
کشاورزی در کنار رودهای نیل سفید و آبی، نزدیک خارطوم، سودان

خاک کشور را می‌توان از نظر جغرافیایی به دو دسته تقسیم کرد. اینها خاکهای شنی مناطق مرکزی شمالی و غربی، خاکهای رسی منطقه مرکزی و خاکهای لاتریت جنوبی هستند. گروه وسیع تر و کمتری از هم جدا شده، اما از اهمیت اقتصادی عمده ای برخوردار است، گروه سومی شامل خاکهای آبرفتی است که در امتداد پایین رودخانه‌های نیل سفید و نیل آبی، در امتداد رودخانه اصلی نیل تا دریاچه نوبیا، در دلتای رودخانه یافت می‌شود. رودخانه قاش در منطقه کسلا، و در باراکا دلتا در منطقه Tawkar در نزدیکی دریای سرخ در خاکستر شرقی دولت است.
از نظر کشاورزی، مهمترین خاکها رسهای در مرکز سودان هستند که از غرب کاسالا و جنوب کردوفان امتداد دارند. به دلیل تمرین اجازه دادن به خشک شدن و ترک خوردن در ماه‌های خشک برای بازسازی نفوذپذیری آنها، به عنوان ترک خوردگی شناخته می‌شوند، از آنها در مناطق الجزیره و خشم القربه برای کشت آبی استفاده می‌شود. در شرق نیل آبی، مناطق وسیعی برای محصولات مکانیزه دیم استفاده می‌شود. در غرب نیل سفید، این خاکها توسط پرورش دهندگان سنتی برای پرورش سورگوم، کنجد، بادام زمینی و (در منطقه اطراف کوه‌های نوبا) پنبه استفاده می‌شود. بخش جنوبی از دروغ منطقه خاک رس در دشت‌های سیلابی از می‌رسد بالای نیل سفید و شاخه‌های آن، پوشش بسیاری از عالی نیل بالا و بحرالعلوم غزل کشورهای. با توجه به بارندگی‌های شدید در فصل بارندگی، دشت سیلابی به مدت چهار تا شش ماه آبگیری می‌شود - یک منطقه باتلاقی بزرگ، Sudd در سودان جنوبی، به‌طور دائمی سیل می‌شود - و مناطق مجاور آن به مدت یک یا دو ماه سیل می‌گیرند. به‌طور کلی این منطقه برای تولید محصول مناسب نیست، اما علف‌هایی که در دوره‌های خشک از آن حمایت می‌کند برای چرا استفاده می‌شود.
خاکهای شنی در مناطق نیمه خشک جنوب کویر در شمال کردوفان و شمال دارفور از پوشش گیاهی مورد استفاده برای چرا پشتیبانی می‌کنند. در قسمت جنوبی این ایالت‌ها و قسمت غربی جنوب دارفور ماسه‌های به اصطلاح قوز وجود دارد. پرورش دام فعالیت اصلی این منطقه است، اما مقدار قابل توجهی از کشت محصول، عمدتاً ارزن مروارید نیز رخ می‌دهد. بادام زمینی و کنجد به عنوان محصولات نقدی کشت می‌شوند. ماسه‌های قوز منطقه اصلی ای هستند که صمغ عربی از طریق ضربه زدن به اقاقیا سنگال (محلی که به آن حشاب معروف است) بدست می‌آید. این درخت به راحتی در منطقه رشد می‌کند و گاهی اوقات هنگامی که زمین به زمین آکا بازگردانده می‌شود، پرورش دهندگان درختان حشره می‌کارند.

## اقلیم

نقشه طبقه‌بندی آب و هوایی کوپن سودان

اگرچه سودان در مناطق گرمسیری قرار دارد، اما آب و هوا از مناطق خشک در شمال تا مناطق گرمسیری مرطوب و خشک در جنوب غربی بسیار متغیر است. دما در هر مکانی با فصل متفاوت نیست. بارندگی و طول فصل‌های مرطوب و خشک مهمترین متغیرهای آب و هوایی است. تغییرات طول فصل‌های مرطوب و خشک بستگی به این دارد که کدام یک از دو جریان هوا غالب باشد: بادهای خشک شمالی از صحرا و شبه جزیره عربستان یا بادهای مرطوب جنوب غربی از حوضه رودخانه کنگو و بادهای جنوب شرقی از اقیانوس هند.
از ژانویه تا مارس، این کشور تحت تأثیر شمال شرقی خشک است. حداقل بارندگی در سرتاسر کشور وجود دارد به جز یک منطقه کوچک در شمال غربی سودان که بادها از دریای مدیترانه عبور کرده و باران‌های گاه و بی گاه را باران می‌آورد. در اوایل آوریل، جنوب غربی مرطوب به جنوب سودان رسیده و باران و رعد و برق زیادی به همراه داشت. تا ماه ژوئیه، هوای مرطوب به خارطوم رسیده‌است، و در اوت تا حدود معمول شمالی خود در اطراف ابوحمد ادامه می‌یابد، اگرچه در برخی از سالها ممکن است هوای مرطوب حتی به مرز مصر برسد. این جریان با گسترش به سمت شمال ضعیف تر می‌شود. در ماه سپتامبر، شمال شرقی خشک شروع به تقویت می‌کند و به سمت جنوب هل می‌دهد و در پایان ماه دسامبر کل کشور را پوشش می‌دهد. خارطوم دارای فصل بارندگی سه‌ماهه (ژوئیه تا سپتامبر) با متوسط بارندگی سالانه ۱۶۱ میلی‌متر (۶٫۳ اینچ) است. اتبارا در ماه اوت دوش‌هایی دریافت می‌کند که به‌طور متوسط سالانه تنها ۷۴ میلی‌متر (۲٫۹ اینچ) میلی‌متر تولید می‌کنند.
در برخی از سالها، ورود مناطق جنوب غربی و باران آنها به مرکز سودان می‌تواند به تأخیر بیفتد، یا ممکن است اصلاً نیاید. اگر این اتفاق بیفتد، خشکسالی و قحطی به دنبال دارد. در دهه‌های ۱۹۷۰ و ۱۹۸۰، جنوب غربی اغلب شکست می‌خورد و نتایج فاجعه باری برای مردم و اقتصاد سودان به همراه داشت.
دمای هوا در پایان فصل خشک زمانی که آسمان بدون ابر و هوای خشک اجازه می‌دهد تا اوج بگیرد، بیشترین است. با این حال، مناطق جنوبی جنوبی، تنها با یک فصل خشک کوتاه، دمای یکنواختی در طول سال دارند. در خارطوم، گرم‌ترین ماه‌ها مه و ژوئن است، زمانی که میانگین اوج ۴۱ درجه سانتی گراد (۱۰۵٫۸ درجه فارنهایت) و دمای هوا حتی می‌تواند به ۴۸ درجه سانتی گراد (۱۱۸٫۴ درجه فارنهایت) برسد. سودان شمالی، با فصل بارندگی کوتاه، در طول سال دمای بسیار بالایی در طول سال دارد، به استثنای ماه‌های زمستانی در شمال غربی که مقداری بارندگی در ژانویه و فوریه وجود دارد. شرایط مناطق مرتفع به‌طور کلی سردتر است و دمای گرم روز در طول فصل خشک در سراسر سودان مرکزی و شمالی پس از غروب آفتاب به سرعت کاهش می‌یابد. در ماه ژانویه میانگین دمای هوا در خارطوم ۱۵ درجه سانتی گراد (۵۹ درجه فارنهایت) بوده و پس از عبور از جبهه خنک در زمستان به ۶ درجه سانتی گراد (۴۲٫۸ درجه فارنهایت) رسیده‌است.
haboob، طوفان گرد و غبار خشونت‌آمیز، می‌توانید در سودان مرکزی رخ می‌دهد که مرطوب جنوب غربی جریان ابتدا وارد (ماه مه تا ژوئیه). هوای مرطوب و ناپایدار در گرمای بعد از ظهر رگبار ایجاد می‌کند. جریان اولیه هوا از طوفان در حال نزدیک شدن باعث ایجاد یک دیوار عظیم زرد/قرمز از شن و خاک می‌شود که می‌تواند دید را به‌طور موقت به صفر برساند.
مناطق بیابانی در مرکز و شمال سودان یکی از خشک‌ترین و آفتابی‌ترین نقاط روی زمین هستند: مدت زمان تابش آفتاب همیشه در تمام طول سال بدون وقفه است و در بهترین موارد به بیش از ۴۰۰۰ ساعت می‌رسد، یا در ۹۱ درصد مواقع و آسمان بدون ابر است. همیشه. مناطق اطراف وادی حلفا و در امتداد مرز مصر به راحتی می‌توانند سالها یا دهه‌های زیادی را بدون مشاهده بارندگی بگذرانند. آنها همچنین در تابستان و «زمستان» گرم‌ترین مکان‌ها هستند: میانگین دمای بالا به‌طور معمول از ۴۰ درجه سانتیگراد (۱۰۴ درجه فارنهایت) به مدت چهار تا نزدیک به شش ماه در سال می‌رسد تا به حداکثر قله حدود ۴۵ درجه سانتیگراد (۱۱۳ درجه) برسد. F) در برخی نقاط و میانگین دمای بالا در شمالی‌ترین منطقه بالای ۲۴ درجه سانتی گراد (۷۵٫۲ درجه فارنهایت) و در مکان‌هایی مانند اتبارا یا مرو بالای ۳۰ درجه سانتی گراد (۸۶ درجه فارنهایت) باقی می‌ماند.

## هیدرولوژی

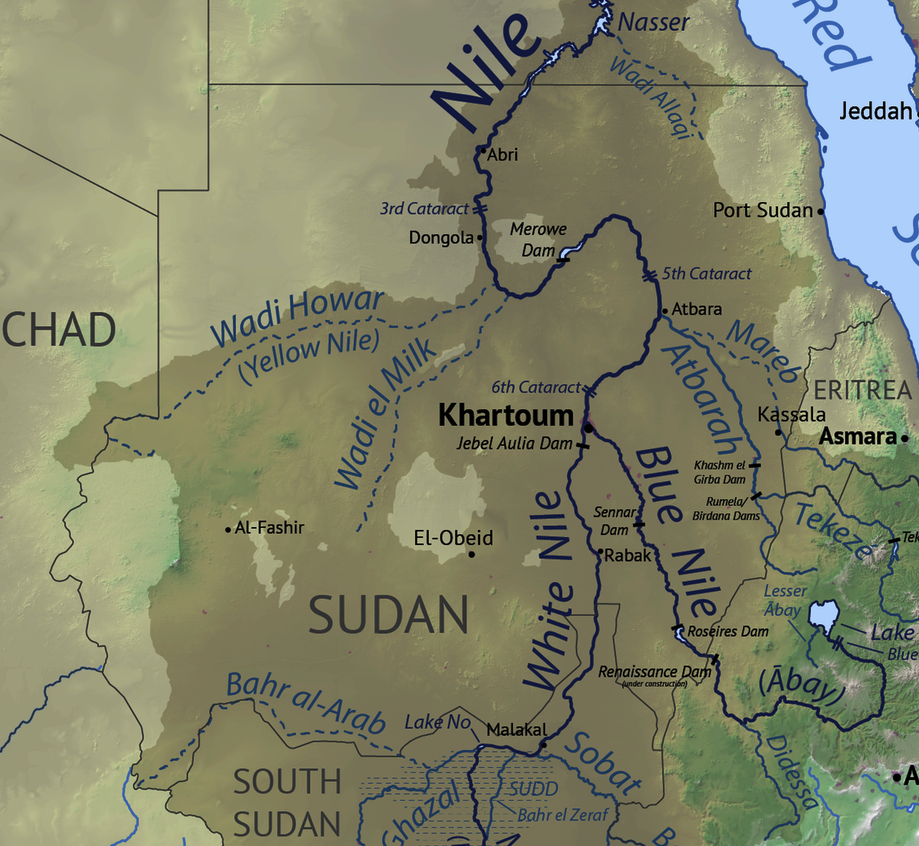
نیل و شاخه‌های فرعی آن در سودان

به جز یک منطقه کوچک در شمال شرقی سودان، جایی که وادی‌ها رواناب پراکنده را به دریای سرخ می‌ریزند یا رودخانه‌های اریتره به حوضچه‌های تبخیری کم عمق در غرب تپه‌های دریای سرخ سرازیر می‌شوند، کل کشور توسط رود نیل و دو سرشاخه اصلی آن تخلیه می‌شود. نیل آبی و نیل سفید. طولانی‌ترین رودخانه جهان، نیل به طول ۶٬۷۳۷ کیلومتر از دورترین سرآب آن در مرکز آفریقا تا مدیترانه جریان دارد. اهمیت نیل از زمان انجیل به رسمیت شناخته شده‌است. برای قرن‌ها این رودخانه نجات زندگی سودان بوده‌است.
نیل آبی از ارتفاعات اتیوپی خارج می‌شود تا با نیل سفید در خارطوم ملاقات کند. نیل آبی کوچکتر از دو رودخانه است. جریان آن معمولاً تنها یک ششم کل را تشکیل می‌دهد. با این حال، در ماه اوت، باران در ارتفاعات اتیوپی، نیل آبی را متورم می‌کند تا جایی که ۹۰ درصد از کل جریان نیل را تشکیل می‌دهد. سودان چندین سد برای تنظیم جریان رودخانه ایجاد کرده‌است، از جمله سد رزیرس، در حدود ۱۰۰ کیلومتری مرز اتیوپی و بزرگترین، سد سینار ۴۰ متری که در سال ۱۹۲۵ در سینار ساخته شد. دو شاخه اصلی نیل آبی، دیندار ورهاد، دارای سرچشمه در ارتفاعات اتیوپی است و فقط در فصل آبهای تابستانی آب را به نیل آبی تخلیه می‌کند. در بقیه سال، جریان آنها به استخرهایی در بستر رودخانه‌های شنی کاهش می‌یابد.
رود نیل سفید از مرکز آفریقا به سمت شمال جریان دارد و دریاچه ویکتوریا و مناطق مرتفع اوگاندا، رواندا و بروندی را تخلیه می‌کند. بریتانیایی‌ها در جنوب خارطوم، سد جبل الاولیا را در سال ۱۹۳۷ برای ذخیره آب نیل سفید ساختند و سپس در پاییز هنگامی که جریان نیل آبی سست می‌شود، آن را رها می‌کنند. با این حال، مقدار زیادی آب از مخزن برای پروژه‌های آبیاری در مرکز سودان هدایت شده‌است و بسیاری از باقی مانده بخار می‌شود. در حال حاضر، رسوبات سیلت جریان کلی را محدود کرده‌است.
در شمال خارطوم، رود نیل از کویر به شکل S بزرگ عبور می‌کند تا در دریاچه ناصر در پشت سد بلند اسوان در مصر تخلیه شود. رودخانه به آرامی از خارطوم عبور می‌کند و ارتفاع کمی از آن پایین می‌آید، اگرچه پنج آب مروارید در مواقع کم‌آبی مانع از انتقال رودخانه می‌شود. عطبره رودخانه، جریان را از اتیوپی، تنها شمال شاخه از خارطوم است، و آب آن رسیدن به نیل فقط مربوط به شش ماه بین ژوئیه و دسامبر. در بقیه سال، بستر اتبره به جز چند حوضچه و حوضچه خشک است.

## جغرافیای سیاسی

ایالت سودان

سودان به ۱۸ ایالت و یک منطقه با وضعیت اداری خاص تقسیم شده‌است. ایالت‌های سودان عبارتند از:
1. خارطوم
2. کردفان شمالی
3. شمالی
4. کاسالا
5. نیل آبی
6. دارفور شمالی
7. دارفور جنوبی
8. کردفان جنوبی
9. گزیرا
10. نیل سفید
11. رود نیل
12. دریای سرخ
13. القدراریف
14. سنار
15. دارفور غربی
16. دارفور مرکزی
17. دارفور شرقی

۱۸. کردوفان غربی (در سال ۲۰۰۵ منحل شد؛ در سال ۲۰۱۳ دوباره تأسیس شد)
در نتیجه توافقنامه جامع صلح که در سال ۲۰۰۵ امضا شد، منطقه ابی دارای وضعیت اداری ویژه ای شد و پس از استقلال سودان جنوبی در سال ۲۰۱۱، به‌طور همزمان بخشی از جمهوری سودان و جمهوری سودان جنوبی محسوب می‌شود. مالکیت مشترک.

## مساحت و کاربری زمین
سودان دارای مساحت ۱٫۷۳۱٫۶۷۱ کیلومتر مربع (۶۶۸٫۶۰۲ مایل مربع) و مساحت کل ۱٫۸۶۱٫۴۸۴ کیلومتر مربع (۷۱۸٫۷۲۳ مایل مربع) است. تقریباً ۱۸٬۹۰۰ کیلومتر مربع (۷٬۳۰۰ مایل مربع) تا سال ۲۰۱۲ آبیاری شد.